# جمال‌الدین نجفی اصفهانی
جمال‌الدین نجفی (۱۲۳۸–۱۳۰۶ قمری اصفهان) فرزند محمد باقر نجفی یا شیخ محمد باقر رازی از مراجع تقلید و آزادی‌خواهان دوره مشروطه‌است. وی در سال ۱۲۸۴ ق در اصفهان متولّد شد. وی فرزند محمدباقر نجفی اصفهانی است. محمدباقر نجفی در آن زمان در راس حوزه علمیه اصفهان قرار داشته‌است. در عتبات عالیات به درجه اجتهاد رسید و سپس به اصفهان بازگشت. وی امامت جماعت مسجد شیخ لطف‌الله را عهده‌دار بوده‌است.وی همچنین امامت جماعت مسجد سید عزیزالله را عهده‌دار بوده‌است. در کتاب کیمیای سعادت در خصوص علم و دانش وی یاد شده‌است.

## فعالیت‌ها
وی در جریان مشروطه اصفهان به همراهی دو برادرش آقانجفی اصفهانی و  نورالله نجفی اصفهانی به طرفداری از مشروطه پرداخته و اعلامیه‌ای مبنی بر لزوم مطابعت از فرامین مراجع ثلاث نجف صادر کرد. مراجع ثلاث عبارتند از: آخوند خراسانی، عبدالله مازندرانی و میرزا حسین خلیلی تهرانی. در جریان به توپ بستن مجلس و مشروطه دوم نیز، عکس‌العمل او پیروی از دو برادرش بود.
وی همچنین در جریان اشغال اصفهان توسط قوای روس (پس از جنگ جهانی اول)، وی توسط قوای مهاجم بازداشت و به تهران تبعید شد.
تبعید او مورد اعتراض گسترده روحانیون واقع شد و در عوض استقبال درخوری از وی در تهران انجام گرفت. (۱۳۳۴ الی ۱۳۵۲ قمری) پس از پایان جنگ جهانی اول نیز از جمله علمایی بود که به مخالفت با قرارداد ۱۹۱۹ پرداخت. این قرارداد که میان ایران و انگلیس منقعد شده بود به قرارداد وثوق الدوله (حسن وثوق) نیز شهرت دارد. منزل شیخ جمال‌الدین نجفی محل تجمع مخالفین این قرارداد بوده و میرزاده عشقی شعر خود را ضد این قرارداد را در آن منزل سروده‌است.وی از یاران سید حسن مدرس و مدتی امام جمعه تهران بود.
هنگامی که در سال ۱۳۴۶ علما علیه رضاشاه از اصفهان به قم مهاجرت کردند، شیخ جمال الدین نجفی از طرف رهبر قیام یعنی حاج آقا نورالله نجفی اصفهانی مأمور شد تا در تهران بماند و تهران را آماده قیام و مخالفت با پهلوی کند.
در دوره سردار سپه نیز وی مورد آزار و اذیت ماموران رضاشاه قرارگرفت و در سال ۱۳۵۲ قمری توسط مأموران رضاشاه به اصفهان بازگردانده شد.

## اساتید
- میرزا حبیب‌الله رشتی
- آخوند ملا محمدکاظم خراسانی معروف به آخوند خراسانی[۸]

## آثار و نوشته
کتابی در فقه به نام نجاة الشیعة فی احکام الشریعة داشته که شیخ احمد کتاب فروش تهرانی رساله در دماء ثلاثه و صیغ عقود و نکاح و متعه و تحلیل را از آن انتخاب کرده و به ضمیمه رساله انیس المقلدین آیةالله العظمی سید اسماعیل صدر، با الحاق نظرات فقهی حاج آقا جمال در تهران به چاپ رسانده.

## تبعید به تهران
با شروع جنگ جهانی اول و اشغال ایران توسط قوای روس و انگلیس، منزل وی محل مراجعه مردم و تظلّم‌خواهی بود. از همین رو سربازان روس به منزل او ریخته، او را به اجبار به تهران تبعید نمودند.
وی در مسجد سید عزیزالله تهران اقامه جماعت می‌نمود و به تدریس می‌پرداخت و برخی اوقات به منبر می‌رفت و مردم را موعظه و ارشاد می‌نمود. وی در نیمه شب‌های جمعه دعای کمیل را ایستاده روی منبر می‌خواند.

## درگذشت
وی در ۲۵ ماه جمادی الاول ۱۳۵۴ هجری قمری در این شهر به طرز مشکوکی درگذشت. در تخت فولاد اصفهان تکیه مادر شاهزاده در کنار پدربزرگش شیخ محمدتقی رازی (صاحب هدایت المسترشدین) خاک سپرده شد.